# Tecmo
Tecmo (テクモ Tekumo?) fue una corporación japonesa de videojuegos fundada el 31 de julio de 1967.

## Historia
Nació en 1967 bajo el nombre de Tehkan Ltd. En 1969 comenzó a vender equipos de arcade. En marzo de 1981, se inauguró la filial americana de la compañía U.S Tehkan Inc. Un mes después, en abril de 1981, Tehkan lanzó en Japón su primera videojuego para arcade titulado Pleiads (distribuido en América por Centuri). Cuando aún se llamaba Tehkan, la compañía lanzó juegos clásicos como Bomb Jack y Tehkan World Cup. 
El 8 de enero de 1986, Tehkan cambió oficialmente su nombre a Tecmo. Durante los años 1980 y 1990 sus principales éxitos fueron Rygar, Ninja Gaiden y su saga deportiva (Tecmo Super Bowl, Tecmo world cup soccer, Tecmo Super NBA Basketball). En 1995 se fundó su estudio Team Ninja, liderado por Tomonobu Itagaki. En 1996 lanzaron su primer juego de la saga Dead Or Alive, que en 2019 sigue en marcha y va por su sexto capítulo. El 25 de febrero de 2010 Tecmo se fusiona con Koei formando Tecmo Koei.

## Subsidiarias
- Team Ninja

## Sagas principales
- Monster Rancher
- Ninja Gaiden
- Dead or Alive
- Rygar
- Fatal Frame
- Gallop Racer
- Captain Tsubasa
- Deception

## Lanzamientos

### Era Tekhan Ltd.
- 1981: Pleiads (Arcade)
- 1984: Bomb Jack (Arcade)
- 1984: Senjyo (MSX)
- 1985: Star Force (MSX)
- 1985: Tekhan World Cup (Arcade)
- 1985: Pinball Action (Arcade)
- 1986: Bomb Jack (Amiga, Amstrad CPC, Atari ST, Commodore 64, ZX Spectrum)

### Era Tecmo
- 1985: Solomon's Key (Nintendo Entertainment System)
- 1986: Rygar (Nintendo Entertainment System)
- 1987: Gemini Wing (Arcade)
- 1988: Ninja Gaiden (Arcade, Nintendo Entertainment System)
- 1988: Captain Tsubasa I (Nintendo Entertainment System)
- 1989: Tecmo World Cup '90 (Arcade)
- 1989: Tecmo World Wrestling (Nintendo Entertainment System)
- 1990: Captain Tsubasa II (Nintendo Entertainment System)
- 1990: Ninja Gaiden II: The Dark Sword of Chaos (Nintendo Entertainment System)
- 1990: Tecmo Bowl (Nintendo Entertainment System)
- 1990: Tecmo world cup soccer (Nintendo Entertainment System)
- 1991: Ninja Gaiden III: The Ancient Ship of Doom (Nintendo Entertainment System)
- 1991: Tecmo Super Bowl (Nintendo Entertainment System)
- 1991: Kyatto Ninden Teyandee (videojuego) / Los Gatos Samurái (Nintendo Entertainment System)
- 1992: Fire 'N Ice (Nintendo Entertainment System)
- 1992: Tecmo Cup Soccer Game (Nintendo Entertainment System)
- 1992: Captain Tsubasa 3 (Super Nintendo)
- 1992: Captain Tsubasa VS (GameBoy)
- 1992: Shadow Warriors (GameBoy)
- 1992: Tecmo Cup Football Game (Sega Mega Drive)
- 1993: Captain Tsubasa 4 (Super Nintendo)
- 1993: Secret of the Stars (Super Nintendo)
- 1993: Tecmo Super Bowl (Super Nintendo)
- 1994: Captain Tsubasa 5 (Super Nintendo)
- 1994: Captain Tsubasa (Sega CD / Mega CD)
- 1994: Tecmo Super NBA Basketball (Sega Mega Drive)
- 1995: Turf Hero (Super Nintendo)
- 1997: Dead or Alive (Sega Saturn, Arcade)
- 1997: Tecmo Stackers (PlayStation)
- 1998: Dead or Alive (PlayStation)
- 2000: Dead or Alive 2 (Dreamcast)
- 2000: Dead or Alive 2: Hardcore (PlayStation 2)
- 2001: Dead or Alive 3 (Xbox)
- 2002: Project Zero / Fatal Frame (PlayStation 2, Xbox)
- 2002: Rygar: The Legendary Adventure (PlayStation 2)
- 2003: Dead or Alive Xtreme Beach Volleyball (Xbox)
- 2004: Project Zero II / Fatal Frame II: Crimson Butterfly (PlayStation 2, Xbox)
- 2004: Ninja Gaiden (Xbox)
- 2005: Dead or Alive Ultimate (Xbox)
- 2005: GunGriffon: Allied Strike (Xbox)
- 2005: Ninja Gaiden Black (Xbox)
- 2005: Dead or Alive 4 (Xbox 360)
- 2006: Project Zero 3 / Fatal Frame III: The Tormented (PlayStation 2)
- 2006: Dead or Alive Xtreme 2 (Xbox 360)
- 2007: Ninja Gaiden Sigma (PlayStation 3)
- 2008: Ninja Gaiden 2 (Xbox 360)
- 2008: Rygar: The Battle Of Argus (Wii)
- 2009: Ninja Gaiden Sigma 2 (PlayStation 3)
- 2012: Dead Or Alive 5 (Xbox 360) (PlayStation 3)
- 2015: Dead Or Alive 5:Last Round (Xbox One) (PlayStation 4) (PlayStation 3) (Xbox 360)
- 2019: Dead Or Alive 6 (Xbox One) (PlayStation 4)